# Цайтлофс
Цайтлофс (нем. Zeitlofs) — ярмарочная община в Германии, районный центр, расположен в земле Бавария. 
Подчиняется административному округу Нижняя Франкония. Входит в состав района Бад-Киссинген.  Население составляет 2135 человек (на 31 декабря 2010 года). Занимает площадь 40,11 км².
Ярмарочная община подразделяется на 4 сельских округа.

## Население
По оценке на 31 декабря 2015 года население общины Цайтлофс составляет 2074 чел. 

| Дата      | 1840 | 1871 | 1900 | 1925 | 1939 | 1950 | 1961 | 1970 | 1987 | 2011 |
| --------- | ---- | ---- | ---- | ---- | ---- | ---- | ---- | ---- | ---- | ---- |
| Население | 2072 | 2127 | 1833 | 1941 | 1851 | 2812 | 2151 | 2259 | 2114 | 2139 |

| Год       | 1960 | 1970 | 1980 | 1990 | 2000 | 2009 | 2010 | 2011 | 2012 | 2013 | 2014 | 2015 |
| --------- | ---- | ---- | ---- | ---- | ---- | ---- | ---- | ---- | ---- | ---- | ---- | ---- |
| Население | 2157 | 2261 | 2173 | 2251 | 2277 | 2136 | 2135 | 2111 | 2088 | 2062 | 2069 | 2074 |